# Favila
Favila (zmarł w 739 roku) – drugi król Asturii w latach 737-739. Był jedynym synem i następcą Pelayo (Pelagiusza), pierwszego asturiańskiego monarchy. W 737 roku, swej stolicy Cangas de Onís, założył kościół Świętego Krzyża (Santa Cruz). Poza tym faktem niewiele wiadomo na temat jego rządów. Zginął na polowaniu rozszarpany przez niedźwiedzia. Władzę po nim przejął jego szwagier, Alfons I Katolicki.